# Krytron

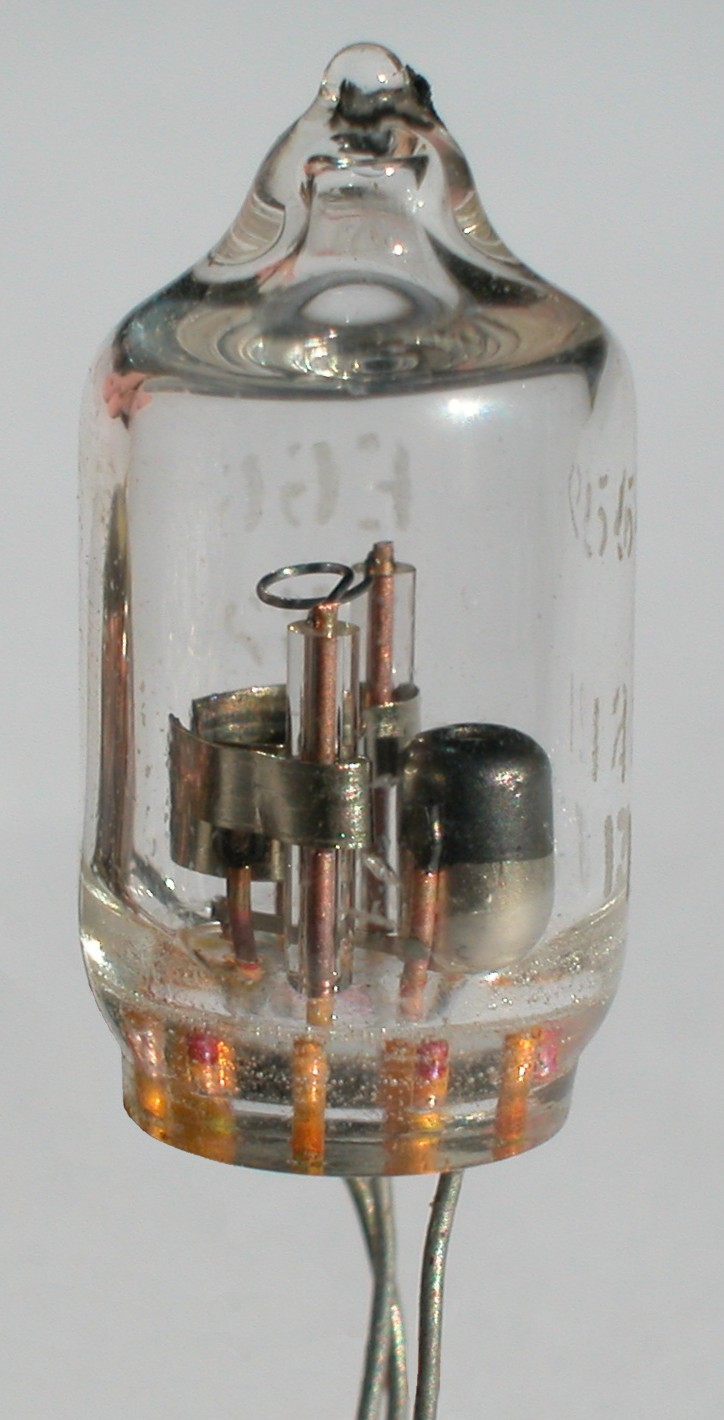
Krytron KN-22, Hersteller EG&G

Das Krytron ist eine gasgefüllte Elektronenröhre, welche Mitte des 20. Jahrhunderts als Schaltröhre Anwendung gefunden hat. Durch die spezielle Konstruktion können sehr kurze Schaltzeiten und hohe Ströme geschaltet werden.
Diese Röhrenentwicklung stammt aus den späten 1940er-Jahren. Krytrons sind eine Weiterentwicklung triggerbarer Schaltfunkenstrecken. Sie besitzen wie diese eine Triggerelektrode zwischen Kathode und Anode sowie eine Hilfselektrode, die nahe der Kathode eine ständige Entladung aufrechterhält und so eine Vorionisierung bewirkt. Teilweise enthalten sie zusätzlich oder alternativ zu dieser Hilfselektrode einen schwachen Betastrahler, meist mit dem Nickel-Isotop 63Ni, der die Gasfüllung vorionisiert.
Krytrons besitzen kalte Kathoden, sie unterscheiden sich vom Kaltkathoden-Thyratron (Relaisröhre) durch ihre kürzeren Schaltzeiten und sehr viel höheren Ströme, die nicht wie bei jenen eine Glimmentladung, sondern eine Funkenentladung bewirken.
Krytrons wurden in Radargeräten, zur Steuerung von Blitzlampen, zum Zünden stärkerer Schaltfunkenstrecken, zum Zünden von konventionellen Sprengsätzen und Atombomben mittels eines explodierenden Drahtes sowie für weitere Anwendungen eingesetzt, bei denen steile Stromimpulse und hohe Spannungen erforderlich sind. Sie sind in diesen Anwendungen vollständig durch Halbleiterschalter ersetzt worden.
Krytrons mit bestimmten Leistungsdaten fallen unter EU-Exportbestimmungen.
Die Vakuum-Version eines Krytrons ist das Sprytron. Ein anderer triggerbarer Hochleistungsschalter ist das Thyratron.
Ein Krytron diente in dem Thriller Frantic als MacGuffin.